# 渭南文庙
渭南文庙位于中国陕西省渭南市临渭区老城街北侧95号，今临渭区博物馆院内。传始建于唐代，明朝嘉靖三十四年（1556年）时因嘉靖大地震震毁，万历及崇祯三年（1630）、清康熙初年和乾隆四十二年（1777）年均有修葺，民国时曾用做渭南县立中学和中共渭南县委机关。今建筑仅存面阔七间、进深七檩的大成殿，单檐歇山顶上覆以绿琉璃瓦，檐下施五踩双昂斗栱。